# Bohdan Biliński
Bohdan Biliński (ur. 1903, zm. 1962) – polski księgarz, bibliotekarz, działacz społeczny, współzałożyciel kłodzkiej biblioteki publicznej.

## Życiorys
Urodził się w 1903 roku w Wielkopolsce, gdzie spędził dzieciństwo i młodość. W latach 1924–1939 pracował jako księgarz w Poznaniu. Po zakończeniu II wojny światowej w 1945 roku przeprowadził się do Kłodzka. Zajął się tutaj na zlecenie Zarządu Miejskiego organizacją biblioteki miejskiej razem z Anną Jewniewicz Na siedzibę biblioteki wybrano dawny Pałac Wallisów – siedzibę byłej Stadtbücherei przy ul. Czeskiej 30, a za bazę wyjściową przyjęto księgozbiór biblioteki niemieckiej. Bohdan Biliński w tym czasie sporządził wykazy książek do wymiany, które zostały rozesłane do instytucji naukowych. Dzięki jego osobistym kontaktom, bibliotekę odwiedzili celem dokonania wymiany książek m.in.: Kazimierz Pomian-Leszczyński, dr Józef Szaflarski, prof. dr hab. Władysław Semkowicz i Władysław Dziewulski. Wkrótce biblioteka też wzbogaciła się o nowo zakupione książki w księgarniach.
Otwarcia Biblioteki Miejskiej w Kłodzku dokonano 1 października 1946 roku. Bohdan Biliński pracował w niej jako bibliotekarz do swojej śmierci w 1962 roku.
Jest autorem jednego z pierwszych polskich przewodników turystycznych po Kłodzku zatytułowanego Kłodzko, który został wydany w 1947 roku nakładem Polskiego Towarzystwa Tatrzańskiego. W tym samym roku był jednym ze współzałożycieli Towarzystwa Miłośników Ziemi Kłodzkiej.